# 1988 CH
1988 CH är en asteroid i huvudbältet som upptäcktes den 10 februari 1988 av de båda japanska astronomerna Masaru Arai och Hiroshi Mori vid Yorii-observatoriet i Japan.
Den tillhör asteroidgruppen Astraea.